# فیلیپ ماینلندر
فیلیپ ماینلندر (Philipp Mainländer؛ ۵ اکتبر ۱۸۴۱ – ۱ آوریل ۱۸۷۶) شاعر و فیلسوف اهل آلمان بود. او که با نام فیلیپ باتز متولد شده بود نامش را به افتخار شهرش، افنباخ آم ماین، به ماینلندر تغییر داد.

## فلسفه

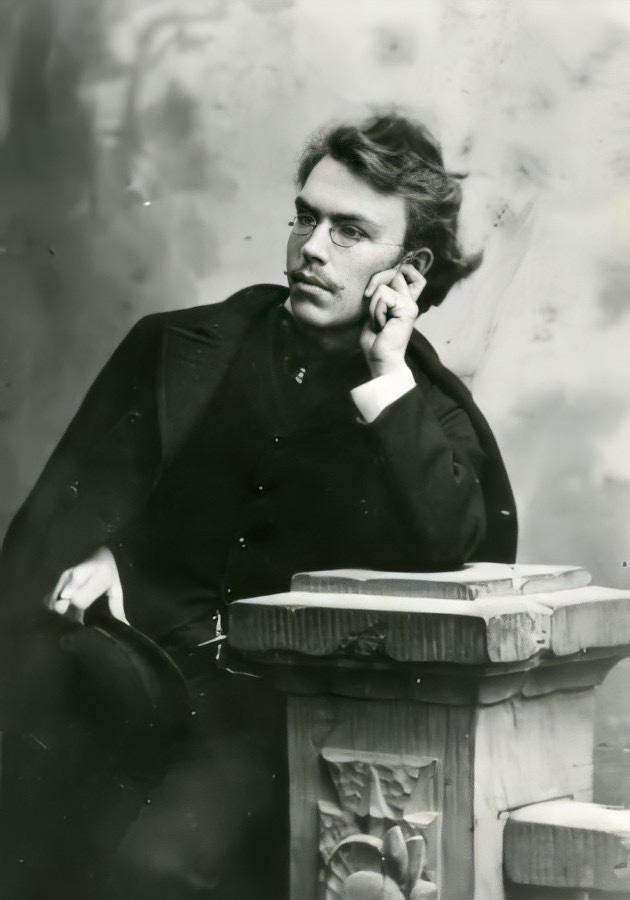

ماینلندر که در چهارچوب متافیزیکیِ شوپنهاور تفلسف می‌کرد، «اراده» را عمیق‌ترین هستهٔ وجود (آرخه) می‌دانست. با این حال فلسفهٔ ماینلندر در موارد مهمی با فلسفهٔ شوپنهاور تفاوت دارد. برای شوپنهاور اراده تکین، منسجم و فراتر از زمان و مکان است. ایدئالیسم استعلایی شوپنهاور ماینلندر را به این باور می‌رساند که ما با درون‌نگری در بدنِ خود تنها به منظرِ خاصی از شیء فی نفسه دسترسی داریم. چیزی که ما به عنوان «اراده» مشاهده می‌کنیم، تمامیت آن است و منظر پنهانی وجود ندارد. علاوه بر این ما با درون‌نگری می‌توانیم ارادهٔ شخصیِ خود را نیز مشاهده کنیم. این باورها مایندلندر را در زمرهٔ تکثرگرایان قرار می‌دهد.

## آثار
- Philipp Mainländer, Die Philosophie der Erlösung (Vol. I: 1876; Vol. II: 1886)
- Philipp Mainländer, Die Letzten Hohenstaufen. Ein dramatisches Gedicht in drei Theilen: Enzo – Manfred – Conradino (1876)
- Philipp Mainländer, Die Macht der Motive. Literarischer Nachlaß von 1857 bis 1875 (1999)